# Pianta della tomba di Ramesse IV
La Pianta della tomba di Ramesse IV è un papiro della collezione del Museo Egizio di Torino, risalente all'epoca ramesside, circa 1150 aC, numero di catalogo del museo 1885. L'autore è lo scriba Amennakht.

## Storia
Il principe Vittorio Emanuele I di Savoia acquistò un gran numero di papiri dalla collezione di Bernardino Drovetti (1776-1852), che era stato console di Francia in Egitto. Drovetti aveva rinvenuto, a ovest di Tebe, sulla riva occidentale dei Nilo, dove i faraoni d'epoca ramesside (1300-1500 aC circa) avevano edificato i loro templi funerari e le loro tombe. Alcuni papiri descrivono e forniscono informazioni tecniche riguardo la costruzione delle tombe reali nella Valle dei Re e nella Valle delle Regine, oltre che descrizioni riguardo la vita degli operai.
Il faraone Ramesse IV fu il terzo della XX dinastia (Nuovo Regno). Divenuto faraone a quarant'anni, regnò dal 1153 al 1146 aC. Ramesse IV fece costruire la propria tomba a forma di ipogeo rettilineo, nella Valle dei Re: questo spiega l'aumento degli operai del villaggio degli artigiani di Deir el-Medina fino a 120 unità. La sua tomba è identificata come KV2.

## Descrizione
Il papiro fornisce una descrizione dettagliata della tomba di Ramesse IV, in scala 1:28, anche se il re non viene mai nominato. Tutti i passaggi e le stanze della tomba sono ben rappresentati, con misure e descrizioni in scrittura ieratica, una versione semplificata del geroglifico. La pianta raffigura anche il sarcofago del re, circondato da quattro cappelle.

### Recto
Sul recto è raffigurato lo schizzo di una tomba: le sale e i colori corrispondono a quelli della tomba del faraone Ramesse IV, a Tebe. La tomba è collocata all'interno della collina in cui è stata scavata, caratterizzata da una superficie bruno-rossastra ricoperta da un gran numero di punti allungati, disposti ad angolo in linee parallele e colorati con alternanza di rosso e nero.
Al centro del frammento maggiore è rappresentato il sarcofago del re, con al centro un cartiglio tra le dee Iside e Nefti, protettrici dei morti e guardiane dei sarcofagi. 
Il disegno è realizzato con la punta di un pennello, con inchiostro nero e su sfondo bianco. Sul recto si leggono anche annotazioni, sempre in ieratico, che descrivono le misure e la decorazione delle camere della tomba, oltre a note tecniche sulle dimensioni e sulla pittura delle pareti.

Recto

### Verso
Il verso riporta ulteriori informazioni: dalla prima colonna a destra, si trovano le misure della tomba; al centro, è descritta la divisione degli oggetti tra i figli dello scriba Amennakht: vestiti, miele, olio, tessuti e tappeti. A sinistra, è riportata la consegna delle razioni di grano alla squadra di lavoratori di Deir el-Medina e c'è anche una nota su una visita al tempio del faraone Ramesse III.

Verso